# Mur Aràbia Saudita-Iraq
El Muro Aràbia Saudita-Iraq és una barrera de protecció construïda per Aràbia Saudita per evitar infiltracions provinents d'Iraq.

## Història
A l'abril de 2006, mentre l'Iraq estava vivint un alt nivell de violència sectària, Aràbia Saudita va començar a licitar per construir una barrera fronterera en forma d'una tanca al llarg de la frontera en un intent d'evitar que la violència a l'Iraq traspassés a l'Aràbia Saudita.
La tanca proposada tindria aproximadament 900 km al llarg del desert septentrional saudita fronterere amb Iraq. Va formar part d'un paquet més gran de construcció de tanques per assegurar els 6.500 quilòmetres de frontera del Regne de l'Aràbia Saudita. Se suplementaria l'existent barrera de sorra de 7 m d'alçada que corre al llarg de la frontera, davant la qual hi ha un tram de 8 km de terra de ningú que es rastreja regularment de manera que es puguin seguir els intrusos.
Les propostes no es van implementar fins a setembre de 2014, quan va augmentar l'escalada de la guerra de l'Iraq després de l'aixecament de l'Estat Islàmic d'Iraq i el Llevant. L'ocupació de gran part de l'Iraq occidental per l'ISIL li havia proporcionat una frontera terrestre substancial amb l'Aràbia Saudita al sud, i la intenció era que els militants d'ISIL no entressin a l'Aràbia Saudita.
La línia consisteix en una tanca de diverses capes una paret de barrera rasa. La zona fronterera inclou cinc capes de tanques amb 78 torres de control, càmeres de visió nocturna i càmeres de radar, vuit centres de comandament, 10 vehicles de vigilància mòbil, 32 centres de resposta ràpida i tres escamots d'intervenció ràpida.
La barrera es denomina de vegades la Gran Muralla de l'Aràbia Saudita. Les obres estan fets per Airbus, anteriorment EADS.